# Leopold Zscharnack
Leopold Zscharnack (* 22. August 1877 in Berlin; † 19. August 1955 in Kassel) war ein deutscher evangelischer Theologe.

## Leben
Leopold Zscharnack studierte Evangelische Theologie an der Friedrich-Wilhelms-Universität Berlin und erlangte dort 1901 das Lizentiat. 1906 habilitierte er sich an derselben Universität. 1921 folgte er dem Ruf der Schlesischen Friedrich-Wilhelms-Universität Breslau auf den Lehrstuhl für Kirchengeschichte. 1925 wechselte er als Ordinarius an die Albertus-Universität Königsberg. Nach der Flucht aus Ostpreußen kam er 1948 an der Philipps-Universität Marburg unter, an der er bis zu seinem Tod lehrte. Er war Mitherausgeber der ersten beiden Auflagen des mehrbändigen Lexikons Religion in Geschichte und Gegenwart. Heinrich Hoffmann und er gaben zusammen die Studien zur Geschichte des neueren Protestantismus heraus.